# Miguel Reale
Miguel Reale ComMM (São Bento do Sapucaí, 6 de novembro de 1910 – São Paulo, 14 de abril de 2006) foi um jurista, filósofo, ensaísta, poeta, memorialista, integralista, e professor universitário brasileiro.
Conhecido principalmente por sua longa atuação na advocacia e na academia, foi reitor da Universidade de São Paulo (USP), nomeado pelos governos Ademar de Barros e Abreu Sodré, secretário da Justiça do mesmo estado, membro da Academia Brasileira de Letras (ABL) e um dos membros-fundadores da Academia Brasileira de Filosofia.
Destacou-se no campo da filosofia do direito como criador da teoria tridimensional do direito, que é particularmente difundida no Brasil e tem como objeto a integração da norma jurídica ao fato social e aos valores culturais, num processo histórico-dialético de implicação e complementaridade, compreendendo o Estado a partir de três ordens indissociáveis de apreciação: a sociológica, a filosófica e a jurídica (fato, valor e norma).
Também é notório por ter sido um dos principais ideólogos da Ação Integralista Brasileira, grupo fascista e nacionalista brasileiro; por ter sido um dos principais redatores da Emenda Constitucional nº 1, que consolidou a ditadura militar no Brasil; por ter sido, quando reitor, um colaborador da ditadura militar na Universidade de São Paulo; por ter supervisionado a comissão elaboradora do Código Civil brasileiro de 2002.

## Biografia
Miguel Reale era filho do médico italiano Biagio "Brás" Reale e de Felicidade Chiaradia, mineira de ascendência italiana. Brás Reale, que fora médico do Exército Italiano e clinicava em São Bento, resolve se mudar com a família para o Rio de Janeiro, então a Capital Federal. Lá, instalou farmácia e consultório. Certa noite, as ondas do mar invadiram a farmácia e destruíram tudo o que ali havia. Desanimado com o sucedido, Brás Reale se transferiu para a cidade de Itajubá, em Minas Gerais. Miguel Reale lá viveu até 1921, fazendo o curso primário no Colégio Nossa Senhora da Glória.
Em 1922, ingressou no Instituto Medio Dante Alighieri, em São Paulo, de onde sairia diplomado em 1929. Nesse período, Reale era adepto do socialismo reformista de Carlo Rosselli. Chegou a ter algum contato com trotskistas, mas tal contato fora, segundo ele, "breve e desagradável", pois os trotskistas estavam sempre "perdidos em estéreis e intermináveis" debates e discussões com os adeptos do stalinismo e versando temas totalmente alheios à realidade e aos problemas nacionais, que os modernistas da Semana de Arte Moderna de 1922 haviam acendido em seu espírito.[carece de fontes?]
Em 1930, Reale apoiou, como outros estudantes da Faculdade de Direito de São Paulo, o golpe de Estado que alçou Getúlio Vargas ao poder.

### Vida familiar
Foi casado com Filomena "Nuce" Pucci por 63 anos, com quem teve os filhos Ebe, Lívia Maria e Miguel Júnior.
Ebe Reale é historiadora formada pela Faculdade Sedes Sapientiae, da Pontifícia Universidade Católica de São Paulo, autora de Dissertação de Mestrado sobre a História do Município de Pindamonhangaba e professora de "Cultura Brasileira" na Escola de Comunicações da Fundação Armando Álvares Penteado  (FAAP) na Capital paulista. É  membro do Instituto Histórico e Geográfico de São Paulo, tendo publicado 18 livros sobre a História de São Paulo.
Lívia Maria Reale Ferrari era formada em Línguas Neolatinas e foi casada com Antônio Carlos Ferrari, tendo o casal falecido jovem, em 1973, deixando três filhos menores que foram criados por Miguel e Nuce Reale.
Miguel Reale Júnior, filho caçula de Miguel Reale, é advogado e professor, tendo ocupado o cargo de ministro da Justiça durante o governo Fernando Henrique Cardoso.

### Revolução Constitucionalista de 1932

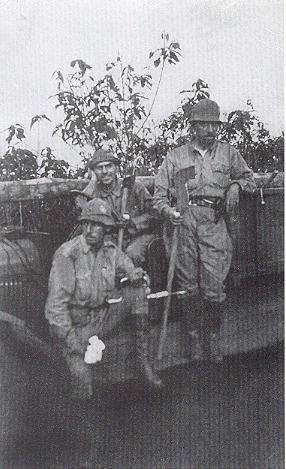
Miguel Reale (ao centro) durante a Revolução Constitucionalista.

Quando eclodiu o movimento constitucionalista, Miguel Reale estava no segundo ano de bacharelado na Faculdade de Direito do Largo de São Francisco. Assim como outros colegas de curso, ingressou no batalhão acadêmico Ibrahim Nobre, o qual recebia o nome do importante jurista da época (também formado pelo Largo de São Francisco), combatendo no sul do estado de São Paulo. Considerou o movimento legítimo e vitorioso, com a promulgação da Constituição de 1934, além de essencial na consolidação da democracia no país.
| “ | A minha convicção é a de que no episódio da revolução constitucionalista o que predominava era o ideal democrático como tal, sem adjetivo, sem colorido ideológico, mas como esperança comum de um regime que viesse assegurar a todos o direito de escolher livremente o próprio caminho. Isto explica o seu caráter não classista, bem como a entusiástica tomada de posição da mulher paulista de todas as categorias sociais, colocando-se na vanguarda dos acontecimentos, a começar pela marcha inicial pela família e pela democracia. | ” |

### Integralismo

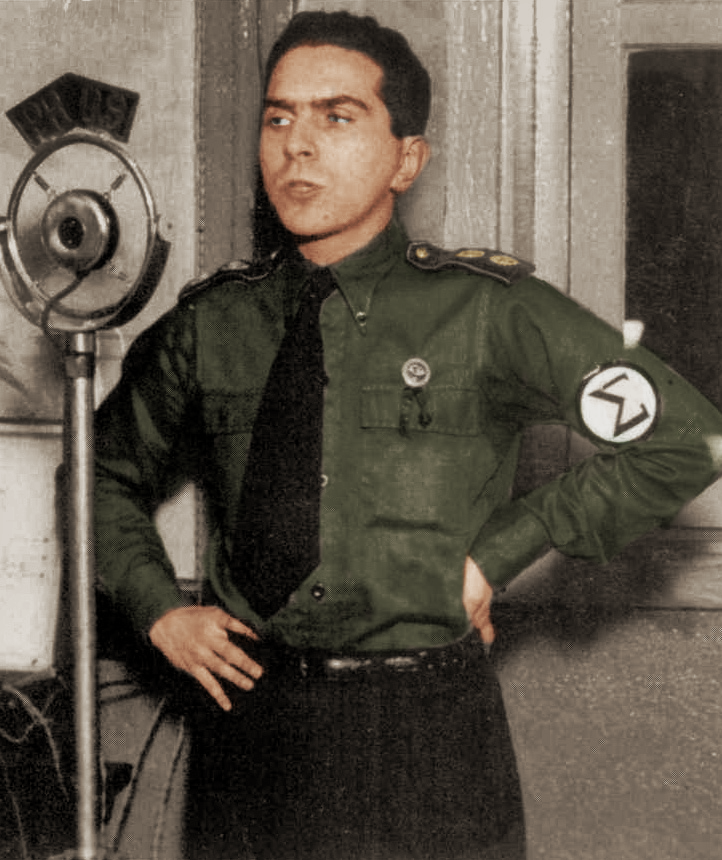
Miguel Reale em uniforme do grupo Ação Integralista Brasileira, no qual ocupou o posto de Secretário Nacional de Doutrina e Estudos.

Miguel Reale se encontrou pela primeira vez com Plínio Salgado, cujos artigos no jornal A Razão havia lido e apreciado bastante, no mês de outubro de 1932, após este publicar o Manifesto de Outubro, documento fundador do Ação Integralista Brasileira, um partido político de viés fascista, nacionalista, tradicionalista e espiritualista. Foi então que sentiu "a possibilidade de uma experiência política que viesse realizar dois valores que me pareciam fundamentais: o socialismo em vinculação com a problemática nacional". Reale ingressa na AIB já em meados de novembro daquele ano, tornando-se, logo, Secretário de Doutrina da organização.
Em sua opinião, "o Integralismo não se reduzia à doutrina seguida por Plinio Salgado, comportando variantes pessoais". Ele divide os teóricos integralistas em três tipos: "a maioria" seduzida pelos valores do nacionalismo ou da "reação espiritualista" no desempenho da vida política, como se dava sobretudo com Plínio Salgado; aqueles que davam mais importância aos problemas jurídico-políticos da organização da sociedade e do Estado, como era o caso dele; e "a reduzida minoria", à testa dos quais estava Gustavo Barroso, "mais seduzidos pelos valores da Milícia, pela força aliciadora e irracional dos símbolos, da camisa verde e do sigma, acentuando as diretrizes anticomunistas e anticapitalistas, até o ponto de adotarem [...] o antissemitismo". Reale passa a defender, no seio da AIB, uma posição baseada no corporativismo de Mihail Manoilescu e de Boris Mirkine-Guetzevitch, negando a concepção da corporação como "órgão do Estado", em prol das corporações como estrutura democrática com organização social autônoma.
Reale rejeita a comparação do Integralismo a regimes totalitários, constatando: "Tal estudo só será válido se forem superados certos preconceitos, o maior dos quais é a redução simplista do Integralismo a uma forma de Fascismo caboclo, ou mesmo de Nazismo. [...] Na realidade, o Integralismo surgiu como decorrência de vários fatores, uns internos, outros externos". Diz ainda: "O Integralismo, a meu ver, não surgiu como uma expressão de mimetismo de fenômenos como o fascismo e muito menos o nazismo. Inicialmente, o Integralismo foi uma meditação sobre os problemas brasileiros, o que se pode ver pela obra de Plínio Salgado [...] Tanto na sua obra literária como na sua atuação política, Plínio reflete a meditação sobre a obra de Alberto Torres, Oliveira Vianna, Farias Brito, Tavares Bastos, Euclides da Cunha, que eram seus autores prediletos. De maneira que a sua formação inicial foi, digamos assim, cabocla. Aliás, sempre o considerei um grande caboclo, até pelo físico, pela maneira de ser". Ainda contra as comparações ao nazismo, escreve, já nos seus últimos dias de vida: "Nada mais errôneo do que ligar a Ação Integralista Brasileira a Hitler, pois ela foi criada em outubro de 1932, quando a doutrina daquele líder alemão era praticamente desconhecida no Brasil". Sobre as externalidades, ele comenta: "Não se deve [...] olvidar que todos nós estávamos convictos de que [...] seria impossível arrancar o povo de seu torpor, graças apenas a frios raciocínios ou cálculos econômicos: tornava-se necessário carisma, ou seja, o recurso a valores emocionais aliciantes, o que era, de resto, traço comum a unir os dois grandes grupos em confronto (Fascismo, lato sensu, e Comunismo) com a força de suas doutrinas e de seus emblemas, gestos e bandeiras".
Foi dito que ele [Plínio Salgado] era um intelectual e acho que se manteve um intelectual até o fim. [...] Plínio Salgado era um político de cultura muito superior ao usual nos meios partidários. Cultura literária, filosófica e política. Era um temperamento irrequieto, um feixe de nervos, e com uma intuição fora do comum. [...] Prevalecia nele um poder de intuição próprio do brasileiro. Intuição dos problemas sociais, políticos e uma grande capacidade de apostolado. Foi sobretudo um homem que mobilizava inteligências e a opinião pública, capaz de falar tanto ao intelectual como ao homem do povo, porquanto sua palavra vinha carregada de afetividade e sentimento. Jamais acreditou na direção do país tão-somente com ideias puras, ou seja, com ideias apenas através de conceitos. E sentia a necessidade de governar lançando mão também dos elementos de comunicação, que envolvem sem dúvida aspectos afetivos. Era inegavelmente um homem que tinha uma dedicação à causa brasileira que não pode ser contestada. [...] Essa é a imagem que guardo de Plínio Salgado: um autodidata que passou do plano literário para o plano político sem solução de continuidade. Toda a sua doutrina política está nos seus romances. Se fizermos uma análise de sua obra literária, verificaremos como o literato passou de uma atitude puramente estética para outra de caráter político. Apesar de toda essa apresentação que corre por aí de um homem violento, Plínio Salgado no fundo era um tímido, e os que conviveram com ele sabem disso. Posso dizer-lhes que o Integralismo se preparou para tudo, menos para a conquista violenta do poder.— Miguel Reale sobre Plínio Salgado, O Estado de S. Paulo, 14 de maio de 1978, páginas 14 e 15.
Nos anos em que militou no movimento, Reale publicou várias obras integralistas. Sua estreia data de 1934, ano de sua graduação, quando publica O Estado Moderno. A publicação foi fruto de uma indicação de Plínio Salgado ao editor José Olympio, apesar de divergências do Chefe integralista quanto ao conteúdo do livro. Mesmo assim, Plínio Salgado chamou a obra de "máxima síntese do pensamento integralista". "Foi esse, dentre todos os meus livros, o que logrou mais repercussão, fato explicável não só pela atualidade dos temas versados como por seu caráter polêmico". Antes disso, porém, já havia publicado o pequeno Posição do Integralismo (04/1933), que chegou a ser considerado "documento complementar do famoso Manifesto de Outubro". Publica também as seguintes obras: A Política Burguesa (1934); Formação da Política Burguesa (1935); ABC do Integralismo (1935); Perspectivas Integralistas (1935); O Capitalismo Internacional (1936); Atualidades Brasileiras (1936); e Atualidades de um mundo antigo (1936).
Sua qualidade como Secretário Nacional de Doutrina e Estudos o tornava um dos encarregados de supervisionar e censurar todos os artigos, livros, críticas, discursos e textos integralistas, "para que em nenhum momento os princípios do movimento e as orientações de Plínio fossem feridos". Organizou também cursos da doutrina integralista.
Em 1933, tenta, sem sucesso, concorrer pela AIB a uma vaga na Assembleia Nacional Constituinte, que definiria a Constituição brasileira de 1934. No ano seguinte, perde também a eleição para Assembleia Constituinte Estadual de São Paulo, ficando apenas com a quarta suplência pela legenda Integralismo.  Em 1936, por motivos jamais plenamente esclarecidos, é afastado do cargo de Secretário Nacional de Doutrina da Ação Integralista Brasileira, fundando em 7 de outubro o jornal Ação. O Ação se empenhou em todas as numerosas campanhas nacionalistas daquele tempo, no Brasil e no mundo inteiro, incluindo aquela em favor da extração nacional do petróleo brasileiro, apoiando entusiasticamente a campanha de Monteiro Lobato.
Em primeiro lugar, não se pode recusar aos integralistas vivência dos problemas brasileiros, situando-se no contexto de nossas circunstâncias. Nesse sentido, cabe-lhes a responsabilidade de terem tirado as consequências lógicas das críticas feitas pelos mais lúcidos intérpretes da sociedade brasileira da época, os quais reclamavam uma reforma de fundo, baseada numa visão realista de nossas coisas, liberta dos reiterados vícios de uma vida política miúda e pequenina, tanto no plano mais alto das chamadas elites, como entre as camadas populares.— Reale, prefaciando a reedição de suas obras integralistas pela UnB em 1982.

## Formação e carreira
Formou-se pela Faculdade de Direito da Universidade de São Paulo (1934), onde foi professor catedrático (1941) e por duas vezes reitor eleito (1949 — 1950; 1969 — 1973).
Em 1969 foi nomeado pelo presidente Artur da Costa e Silva para a “Comissão de Alto Nível”, incumbida de rever a Constituição de 1967. Resultou desse trabalho parte do texto da Emenda Constitucional nº 1, de 17 de outubro de 1969, que consolidou o regime militar no Brasil.
Ocupou a cadeira 14 da Academia Brasileira de Letras, a partir de 16 de janeiro de 1975. Escreveu coluna quinzenal no jornal O Estado de S. Paulo, na qual tratou de questões filosóficas, jurídicas, políticas e sociais da atualidade. Foi também membro da Academia Paulista se Letras.
Foi supervisor da comissão elaboradora do Código Civil brasileiro de 2002, cujo projeto foi posteriormente sancionado pelo presidente da República Fernando Henrique Cardoso, tornando-se a Lei nº 10.406 de 2002, novo Código Civil, que entrou em vigor em 11 de janeiro de 2003.
Miguel Reale teve atuação de relevo no campo da filosofia, tendo sido um dos fundadores da Academia Brasileira de Filosofia e do Instituto de Filosofia Brasileira de Lisboa, Portugal. Foi organizador de sete Congressos Brasileiros de Filosofia (1950 a 2002) e do VIII Congresso Interamericano de Filosofia (Brasília, 1972), relator especial nos XII, XIII e XIV Congressos Mundiais de Filosofia (Veneza, 1958; Cidade do México, 1963; e Viena, 1968), conferencista especialmente convidado pela Federação Internacional de Sociedades Filosóficas para os XVI e XVIII Congressos Mundiais (Düsseldorf, Alemanha, 1978; e Brighton, Reino Unido, 1988), e organizador e presidente do Congresso Brasileiro de Filosofia Jurídica e Social (São Paulo, 1986, João Pessoa, 1988 e Paraíba, 1990).
É autor, entre outros, de Filosofia do Direito e de Lições Preliminares de Direito, O Direito como Experiência, Horizontes do Direito e da História, Experiência e Cultura, Nos Quadrantes do Direito Positivo, Pluralismo e Liberdade, todas obras clássicas do pensamento filosófico-jurídico brasileiro. Suas obras foram traduzidas para o italiano, o espanhol e o francês.

### A teoria tridimensional do direito
Dentre as contribuições de Miguel Reale para a teoria geral do direito, a que lhe atribuiu maior prestígio foi a teoria tridimensional do direito (ou teoria Integral do direito), apresentada primeiramente em suas obras Teoria do Direito e do Estado e Fundamentos do Direito, de 1940, em que o autor buscou integrar três concepções de direito: a sociológica (associada aos fatos e à eficácia do direito), a axiológica (associada aos valores e aos fundamentos do direito) e a normativa  (associada às normas e à vigência do direito). Assim, segundo essa teoria, o direito seria composto da conjugação harmônica entre as três dimensões — a fática, a axiológica e a normativa —, numa dialética de implicação e polaridade, em um processo histórico-cultural. Em linhas muito simples, todo fato (acontecimento, ação) possui um valor (aspecto axiológico) e para tal uma determinada norma jurídica.
Embora essa teoria tenha conhecido ampla difusão no meio acadêmico e jurídico brasileiro e de alguns países da América Latina, fora desses espaços ela é muito pouco conhecida ou citada. Além disso, cabe notar que Reale não foi o primeiro filósofo a postular uma teoria tríplice do direito, sendo precedido por autores como Emil Lask, Gustav Radbruch, Roscoe Pound e Wilhelm Sauer.

### Atividades profissionais
- Advogado militante de 1934 a 2006, com a publicação de dezenas de pareceres e razões forenses.
- Consultor Geral da Light – Serviços de Eletricidade S.A. de 1958 a 1974.
- Diretor de Coordenação São Paulo da Light - Serviços de Eletricidade S.A. de 1974 a 1979.
- Consultor Jurídico da Presidência da Light - Serviços de Eletricidade S.A., posteriormente Eletropaulo – Eletricidade de  São Paulo S.A., de 1979 até 2006.
- Membro do Conselho de Administração da Eletropaulo – Eletricidade de  São Paulo S.A., de abril de 1981 a abril de 1985.
- Ex-vice-presidente da Fundação Armando Álvares Penteado.
- Ex-presidente da Fundação Moinho Santista.
- Ex-membro do Conselho de Administração da Itaipu Binacional, de 1982 a 1997.
- Ex-presidente do Conselho Deliberativo da S.A. Moinho Santista – Indústrias Gerais.

### Títulos acadêmicos
- Catedrático de filosofia do direito da Faculdade de Direito da Universidade de São Paulo (1941)
- Professor Emérito da mesma Faculdade (1980)
- Doutor honoris causa da Universidade de Gênova
- Doutor honoris causa da Universidade de Coimbra
- Doutor honoris causa da Universidade de Lisboa
- Doutor honoris causa da Universidade Kennedy de Buenos Aires
- Doutor honoris causa da Universidade Federal de Pernambuco
- Doutor honoris causa da Pontifícia Universidade Católica de Campinas (SP)
- Doutor honoris causa da Pontifícia Universidade Católica de Goiás
- Doutor honoris causa da Universidade Federal do Paraná
- Doutor honoris causa da Universidade Federal de Goiás
- Doutor honoris causa da Universidade Federal do Rio Grande do Sul
- Professor honoris causa da Universidade do Chile (Valparaíso (Chile))
- Professor honoris causa da Universidade Federal da Paraíba
- Professor honoris causa da Faculdade de Direito de Caruaru (PE)
- Professor honoris causa da Universidade de Lima (Peru)
- Professor honoris causa do Centro de Ensino Unificado de Brasília - UniCEUB

### Instituições a que pertenceu
- Associado Emérito do Instituto dos Advogados de São Paulo
- Conselheiro efetivo da Academia Interamericana de Direito Internacional e Comparado
- Do Conselho do Internationales Jahrbuch für Interdisciplinäre Forschung – Munique (Alemanha)
- Do Conselho Editorial dos Archives de Philosophie du Droit, Paris
- Ex-Membro do Conselho Diretor do Archiv für Rechts-und Sozialphilosophie da Alemanha Ocidental
- Ex-vice-presidente da mesma Associação, da qual foi Relator em vários de seus Congressos Internacionais, como os de Bruxelas,  Basiléia e México
- Membro correspondente do Instituto de Derecho Parlamentario do Senado da República – Argentina
- Membro da  Academia Interamericana de Direito Internacional e Comparado
- Membro da Comissão Provisória de Estudos Constitucionais
- Membro da Academia Brasileira de Letras (Cadeira número 14 – maio de 1975)
- Membro da Academia Brasileira de Letras Jurídicas (Cadeira Pedro Lessa)
- Membro Titular da Academia Paulista de Direito (Cadeira Pedro Lessa)
- Membro da Academia Paulista de História
- Membro da Academia Paulista de Letras (Cadeira número 02 – outubro de 1977)
- Membro da Associação Internacional de Direito Comparado, com sede em Paris
- Membro de Honra da  Associação Latino-americana de Estudos Germanísticos (ALEG)
- Membro do Conselho Diretor de Darshana Internactional – Moradabad (Índia)
- Membro do Conselho Federal de Cultura (1974 a 1989)
- Membro honorário da Sociedade dos Filósofos Católicos
- Membro honorário do Conselho Editorial do The Journal of Value Inquiry, com sede na Pennsylvania State University
- Membro titular do Instituto Latinoamericano de Derecho Del Trabajo y de la Securidad Social
- Presidente de Honra da Associação Brasileira de Filosofia do Direito e Sociologia do Direito (ABRAFI)
- Presidente do Instituto Brasileiro de Altos Estudos (IBRAE)
- Presidente do Instituto Brasileiro de Filosofia e Diretor da Revista Brasileira de Filosofia.
- Presidente honorário da International Association for Philosophy of Law and Social Philosophy (IVR)
- Presidente honorário do Instituto de Filosofia Luso-Brasileira, com sede em Lisboa
- Sócio correspondente da Academia das Ciências do Instituto de Bolonha
- Sócio correspondente da Academia das Ciências de Lisboa
- Sócio correspondente da Academia de Coimbra
- Sócio correspondente da Academia Nacional de Ciências de Buenos Aires
- Sócio correspondente da Associação Argentina de Filosofia
- Sócio honorário da Associação Italiana de Filosofia do Direito
- Sócio honorário da Sociedade Espanhola de Filosofia Social e Jurídica
- Sócio honorário da Sociedade Mexicana de Filosofia

## Obras

### Filosofia geral
- A Doutrina de Kant no Brasil (1949)
- Filosofia em São Paulo (1962)
- Horizontes do Direito e da História (1956)
- Introdução e Notas aos Cadernos de Filosofia de Diogo Antonio Feijó (1967)
- Experiência e Cultura (1977)
- Estudos de Filosofia e Ciência do Direito (1978)
- O Homem e seus Horizontes (1980)
- A Filosofia na Obra de Machado de Assis (1982)
- Verdade e Conjetura (1983)
- Introdução à Filosofia (1988)
- O Belo e Outros Valores (1989)
- Estudos de Filosofia Brasileira (1994)
- Paradigmas da Cultura Contemporânea (1996)

### Filosofia do direito
- Fundamentos do Direito (1938)
- Filosofia do Direito (1953)
- Teoria Tridimensional do Direito (1968)
- O Direito como Experiência (1968)
- Lições Preliminares de Direito (1973)
- Estudos de Filosofia e Ciência do Direito (1978)
- Direito Natural/Direito Positivo (1984)
- Nova Fase do Direito Moderno (1990)
- Fontes e Modelos do Direito (1994)
- Cinco temas do Culturalismo (2000)

### Ciência política e teoria do estado
- O Estado Moderno (1934)
- Formação da Política Burguesa (1935)
- O Capitalismo Internacional (1935)
- ABC do Integralismo (1935)
- Perspectivas Integralistas (1936)
- Atualidades de um Mundo Antigo (1936)
- Atualidades Brasileiras (1936)
- Teoria do Direito e do Estado (1940)
- Parlamentarismo Brasileiro (1962)
- Pluralismo e Liberdade (1963)
- Expressão e Cultura; Imperativos da Revolução de Março (1965)
- Da Revolução à Democracia (1969)
- Política de Ontem e de Hoje (1978)
- Liberdade e Democracia (1987)
- O Estado Democrático de Direito e o Conflito das Ideologias (1998)
- Crise do Capitalismo e Crise do Estado (2000)

### Direito positivo
- Nos Quadrantes do Direito Positivo (1960)
- Revogação e Anulamento do Ato Administrativo (1968)
- Direito Administrativo (1969)
- Cem Anos de Ciência do Direito no Brasil (1993)
- Questões de Direito (1981)
- Teoria e Prática do Direito (1984)
- Por uma Constituição Brasileira (1985)
- O Projeto de Código Civil (1986)
- Aplicações da Constituição de 1988 (1990)
- Temas de Direito Positivo (1992)
- Questões de Direito Público (1997)
- Questões de Direito Privado (1997)

### Literatura (prosa e poesia)
- Poemas do Amor e do Tempo (1965)
- Poemas da Noite (1980)
- Figuras da Inteligência Brasileira (1984)
- Tempo Brasileiro (1997)
- Sonetos da Verdade (1984)
- Vida Oculta (1990)
- Face Oculta de Euclides da Cunha (1993)
- Das Letras à Filosofia (1998)

### Outras
- Atualidades Brasileiras: Problemas de Nosso Tempo (1969)
- Reforma universitária (1985)
- Convívio: Miguel Reale na UNB (1981)
- Memórias (1986-87)
- De Tancredo a Collor (1992)
- De Olhos no Brasil e no Mundo (1997)

### Principais obras traduzidas para outros idiomas
- Filosofia del Diritto (1956)
- Il Diritto come Esperienza (1973)
- Teoria Tridimensional del Derecho (1973)
- Fundamentos del Derecho (1976)
- Filosofia del Derecho (1979)
- Experiénce et Culture (1990)

## Prêmios e condecorações
- Colar da Ordem do Mérito do Tribunal de Contas de São Paulo
- Colar do Mérito Judiciário, conferido pelo Tribunal de Justiça do Estado de São Paulo
- Comendador da Ordem do Mérito Militar[1]
- Comendador da Ordem do Condor dos Andes, da Bolívia
- Comendador da Ordem do Mérito da Costa do Marfim
- Comendador da Ordem do Mérito da Educação Nacional
- Comendador da Ordem do Mérito de Brasília
- Comendador da Ordem do Mérito Naval
- Diploma de Benemérito da Cultura Brasileira, conferido pelo IV Congresso Nacional de Filosofia em 1962
- Diploma de Jubileu de Prata da Escola Superior de Guerra
- Estrela da Solidariedade, da Itália
- Grã-Cruz da Ordem do Mérito Nacional
- Grã-Cruz da Ordem do Rio Branco
- Grande Oficial da Ordem do Ipiranga, do Estado de São Paulo
- Grande Oficial da Ordem do Mérito da  República da Itália
- Grande Oficial da Ordem do Mérito Judiciário do Trabalho
- Grande Oficial da Ordem Oficial do Trabalho
- Medalha Couto de Magalhães
- Medalha de Professor Visitante Ilustre da Universidade Federal de Pernambuco
- Medalha Martim Afonso
- Medalha Pedro II
- Medalha Rui Barbosa
- Medalha Silvio Romero
- Medalha Teixeira de Freitas, do Instituto dos Advogados Brasileiros
- Medalha Tobias Barreto
- Oficial da Ordem do Mérito da República da França
- Ordem do Sol Nascente, do Japão, no 3º Grau
- Prêmio “Guerreiro da Educação” – Professor do Ano 1998, conferido pelo Centro de Integração Empresa-Escola – CIEE, em parceria com o Estado de S Paulo
- Prêmio Barão de Ramalho do Instituto dos Advogados de São Paulo
- Prêmio de Prosador do Ano (1987) conferido pelo PEN Center de São Paulo
- Prêmio Moinho Santista em Ciências Jurídicas e  Sociais
- Prêmio Pontes de Miranda (do Instituto dos Advogados de Brasília)